# Aérodrome Hector Silva de Belmopan
La piste d'atterrissage Hector Silva de Belmopan (code IATA : BCV) dessert Belmopan, au Belize. Elle a été élargie par l'armée britannique en 2002, pour accueillir de plus gros avions comme le Lockheed C-130 Hercules.

## Situation
| Belize City (International) Belize City (National) Belmopan‎ Big Creek Caye Caulker Caye Chapel Corozal Dangriga Independence/Savannah Orange Walk‎ Town Placencia‎ Punta Gorda San Ignacio‎ San Pedro‎ Sarteneja Silver Creek |

## Compagnies et destinations
| Compagnies | Destinations                                                                                                 |
| ---------- | --- |
| Tropic Air | Belize City-P. S. W. Goldson, Belize City (Municipal), Caye Caulker, San Pedro (Ambregris Caye), San Ignacio |

Édité le 02/07/2017